# Henriqueta Lisboa
Henriqueta Lisboa (Lambari, 15 de julho de 1901 — Belo Horizonte, 9 de outubro de 1985) foi uma poetisa brasileira. Em 1963, foi a primeira mulher eleita membro da Academia Mineira de Letras. Em 1984, recebeu o Prêmio Machado de Assis da Academia Brasileira de Letras pelo conjunto de sua obra. Poeta sensível, dedicou sua vida à poesia. Considerada um dos grandes nomes da lírica modernista pela crítica especializada, Henriqueta manteve-se sempre atuante no diálogo com os escritores e intelectuais de sua geração e angariou muitos leitores ilustres durante sua vida, dentre eles Mário de Andrade, Carlos Drummond de Andrade, Manuel Bandeira, Cecília Meireles e a chilena Gabriela Mistral. É a tia materna do economista e membro da Academia Brasileira de Letras Edmar Bacha.

## Biografia
Henriqueta Lisboa foi a segunda filha do farmacêutico e deputado federal João de Almeida Lisboa, um dos políticos de maior expressão da Primeira República, e de sua esposa Maria de Vilhena. Diplomou-se normalista pelo Colégio Sion, da cidade de Campanha, ainda em Minas. Mudou-se com a família para o Rio de Janeiro em 1926, onde o pai foi eleito deputado federal. Em 1935 mudou-se para Belo Horizonte, onde exerceu várias atividades profissionais, como inspetora federal de ensino secundário, professora de literatura hispano-americana e de literatura brasileira da Pontifícia Universidade Católica e professora de história da literatura da Escola de Biblioteconomia da Universidade Federal de Minas Gerais. Foi membro do Instituto Histórico e Geográfico de Minas Gerais.
Seu primeiro livro, Fogo fátuo, foi publicado quando ela tinha apenas vinte e quatro anos, mas a poeta desconsidera o livro na sua carreira literária, e indica Enternecimento, publicado em 1929, de forte caráter simbolista, como sua estreia literária. Com ela, Henriqueta recebeu o Prêmio Olavo Bilac de Poesia da Academia Brasileira de Letras. Aderiu ao Modernismo por volta de 1945, fortemente influenciada pela amizade com Mário de Andrade, com quem trocou rica correspondência entre os anos de 1940 e 1945. Essa correspondência, que abrange os últimos seis anos de vida de Mário, foi publicada na coleção Correspondência de Mário de Andrade e Henriqueta Lisboa, pela Edusp/IEB e a Editora Peirópolis. 
Foi só na meia-idade que publicou seu livro mais conhecido, Flor da morte -- escrito sob a influência da morte de Mário de Andrade seu grande amigo e mentor.
Notabilizou-se como poeta, tradutora e ensaísta. Recebeu vários títulos honoríficos e prêmios, entre os quais, o prêmio Machado de Assis, da Academia Brasileira de Letras, em 1984, pelo conjunto da obra; ainda em 1984, o prêmio Pen Club do Brasil, pela obra Pousada do ser; o prêmio Poesia 76, conferido pela Associação Paulista de Críticos de Arte; o prêmio Brasília de Literatura, em 1971, pelo conjunto da obra, conferido pela Fundação Cultural do Distrito Federal. Do governo de Minas Gerais recebeu, além da Grande Medalha da Inconfidência, em 1980, e da Medalha Santos Dumont, em 1983, o diploma de mérito poético, por decreto do governador, em 1979, comemorativo dos cinquenta anos de poesia.
Publicou vários livros de poesia que, juntamente com suas traduções e ensaios críticos, estão reunidos em Henriqueta Lisboa: obra completa, publicado em 2020 pela Editora Peirópolis. Seus ensaios, antologias, objetos, correspondência com escritores da época, como Mário de Andrade, Cecília Meirelles, Carlos Drummond de Andrade e Gabriela Mistral podem ser encontrados no Acervo de Escritores Mineiros da Universidade Federal de Minas Gerais.
Diversos estudos sobre a obra de Henriqueta Lisboa têm sido divulgados em livros, teses, revistas, suplementos literários de jornais.

## Henriqueta Lisboa na cultura
Henriqueta Lisboa recebeu diversos prêmios, entre eles o Prêmio Machado de Assis, concedido pela Academia Brasileira de Letras. Ela também foi inspetora de alunos, professora de literatura e tradutora — traduziu os Cantos de Dante Alighieri e poemas de Gabriela Mistral, estes publicados no livro Poemas escolhidos de Gabriela Mistral. Ocupou a 26 cadeira da Academia Mineira de Letras. Ao longo da vida, foi retratada diversas vezes por sua amiga Aurélia Rubião, tendo seu retrato sido premiado pelo Terceiro Salão de Belas Artes da cidade de Belo Horizonte.

## Obras
- Fogo-fátuo (1925);
- Enternecimento (1929);
- Velário (1936);
- Prisioneira da noite (1941);
- O menino poeta (1943);
- A face lívida (1945), à memória de Mário de Andrade, falecido nesse ano;
- Flor da morte (1949);
- Madrinha Lua (1952);
- Azul profundo (1955);
- Lírica (1958);
- Montanha viva (1959);
- Além da imagem (1963);
- Nova Lírica (1971);
- Belo Horizonte bem querer (1972);
- O alvo humano (1973), poesia;
- Reverberações (1976);
- Miradouro e outros poemas (1976);
- Celebração dos elementos: água, ar, fogo, terra (1977);
- Pousada do ser (1982);
- Poesia Geral (1985);